# Claudia Jennings
Mary Eileen Chesterton (20 de diciembre de 1949, Saint Paul, Minnesota – 3 de octubre de 1979, Malibú, California), conocida profesionalmente como Claudia Jennings, era una actriz estadounidense. Jennings fue Playmate del mes en noviembre de 1969 para la revista Playboy, y también Playmate del año en 1970. Durante la década de los años 70, se la llamó "reina del cine B".

## Carrera
Mary Eileen Chesterton (conocida como "Mimi" por sus amigos y familia) nació en Saint Paul, Minnesota en 1949, mudándose más tarde a Milwaukee, Wisconsin y luego a Evanston, Illinois, donde se graduó en el instituto. Trabajó como recepcionista en Playboy antes de posar para la revista en 1969, para la que adoptó el nombre artístico de Claudia Jennings.
Fue fotografiada por Pompeo Posar. Después de sus apariciones en Playboy, Jennings se convirtió en actriz  de cine y televisión en la década de los 70. En 1973, apareció como invitada en un episodio de La tribu de los Brady, "Adios, Johnny Bravo." Jennings realizó audiciones para ser el reemplazo de Kate Jackson en la exitosa serie de televisión Los ángeles de Charlie, pero Shelley Hack obtuvo el papel.

## Muerte
El 3 de octubre de 1979, Jennings falleció en una colisión de automóviles en la Ruta Estatal de California 1 cerca de Malibú, California. Tenía 29 años.
Jennings apareció en un episodio de E! True Hollywood Story en el año 2000 en el cual varios de sus amigos y conocidos fueron entrevistados. El episodio se hizo sin la cooperación de su familia, que lo consideró de estilo "tabloide".

## Filmografía

### Cine
| Año  | Título                         | Papel             | Notas |
| ---- | ------------------------------ | ----------------- | ----- |
| 1971 | Jud                            | Sunny             |       |
| 1971 | The Love Machine               | Darlene           |       |
| 1972 | Trampa mortal                  |                   |       |
| 1972 | The Stepmother                 | Rita              |       |
| 1972 | Unholy Rollers                 | Karen Walker      |       |
| 1973 | Group Marriage                 | Elaine            |       |
| 1973 | 40 Carats                      | Gabriella         |       |
| 1974 | Willy & Scratch                |                   |       |
| 1974 | Truck Stop Women               | Rose              |       |
| 1974 | The Single Girls               | Allison           |       |
| 1974 | Gator Bait                     | Desiree Thibodeau |       |
| 1976 | The Man Who Fell to Earth      | Esposa de Peter   |       |
| 1976 | Sisters of Death               | Judy              |       |
| 1976 | The Great Texas Dynamite Chase | Candy Morgan      |       |
| 1977 | Moonshine County Express       | Betty Hammer      |       |
| 1978 | Deathsport                     | Deneer            |       |
| 1979 | Fast Company                   | Sammy             |       |

### Televisión
| Año  | Título                       | Papel                         | Episodio                          |
| ---- | ---------------------------- | ----------------------------- | --------------------------------- |
| 1971 | Ironside                     | Maralyn                       | "The Professionals"               |
| 1973 | Barnaby Jones                | Denise Frazer                 | "To Denise, with Love and Murder" |
| 1973 | The Brady Bunch              | Tami Cutler                   | "Adios, Johnny Bravo"             |
| 1974 | The F.B.I.                   | Judith Grinnell               | "Deadly Ambition"                 |
| 1974 | Cannon                       | Leona Wilson / Susan Williams | "Bobby Loved Me", "Lady in Red"   |
| 1974 | The Manhunter                | Peggy                         | "The Truck Murders"               |
| 1975 | Movin' On                    | Ann                           | "Ransom"                          |
| 1975 | Caribe                       | Jean Benedict                 | "School for Killers"              |
| 1976 | The Streets of San Francisco | Evie                          | "Underground"                     |
| 1978 | Lucan                        | "Nightmare"                   |                                   |
| 1979 | 240-Robert                   | Barbara Rice                  | "Bank Job"                        |